# Onoun
Onoun (ou Ulul) est une île et une municipalité du district d'Oksoritod, dans l'État de Chuuk, dans les États fédérés de Micronésie. Située dans la partie méridionale de l'atoll de Namonuito, elle comprend l'île Ulul et le récif O. Elle a une superficie de 2,54 km² et 845 habitants.